# Hunau

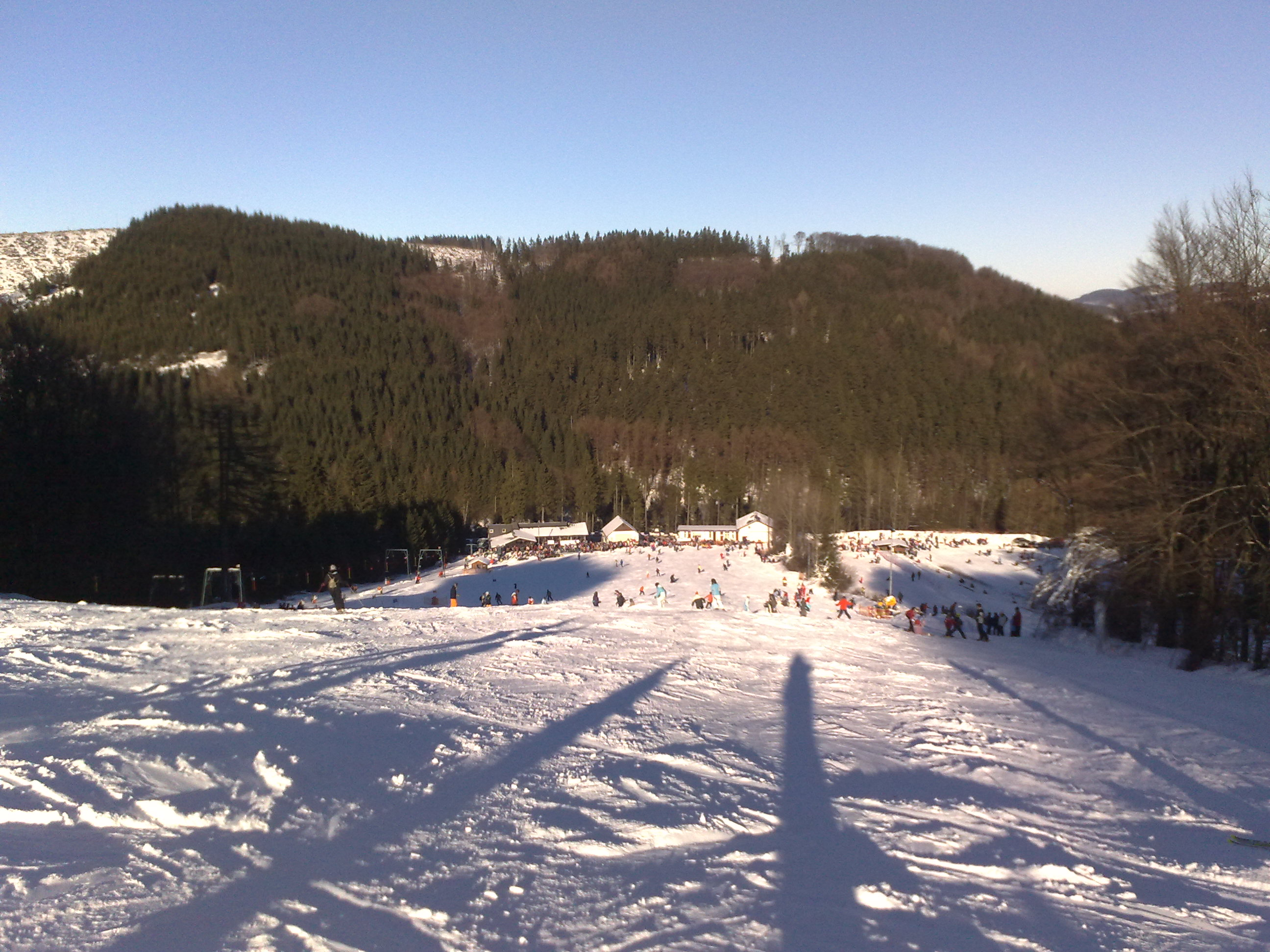
Blick von der Hunau zum Zwellenberg im Winter 2009…

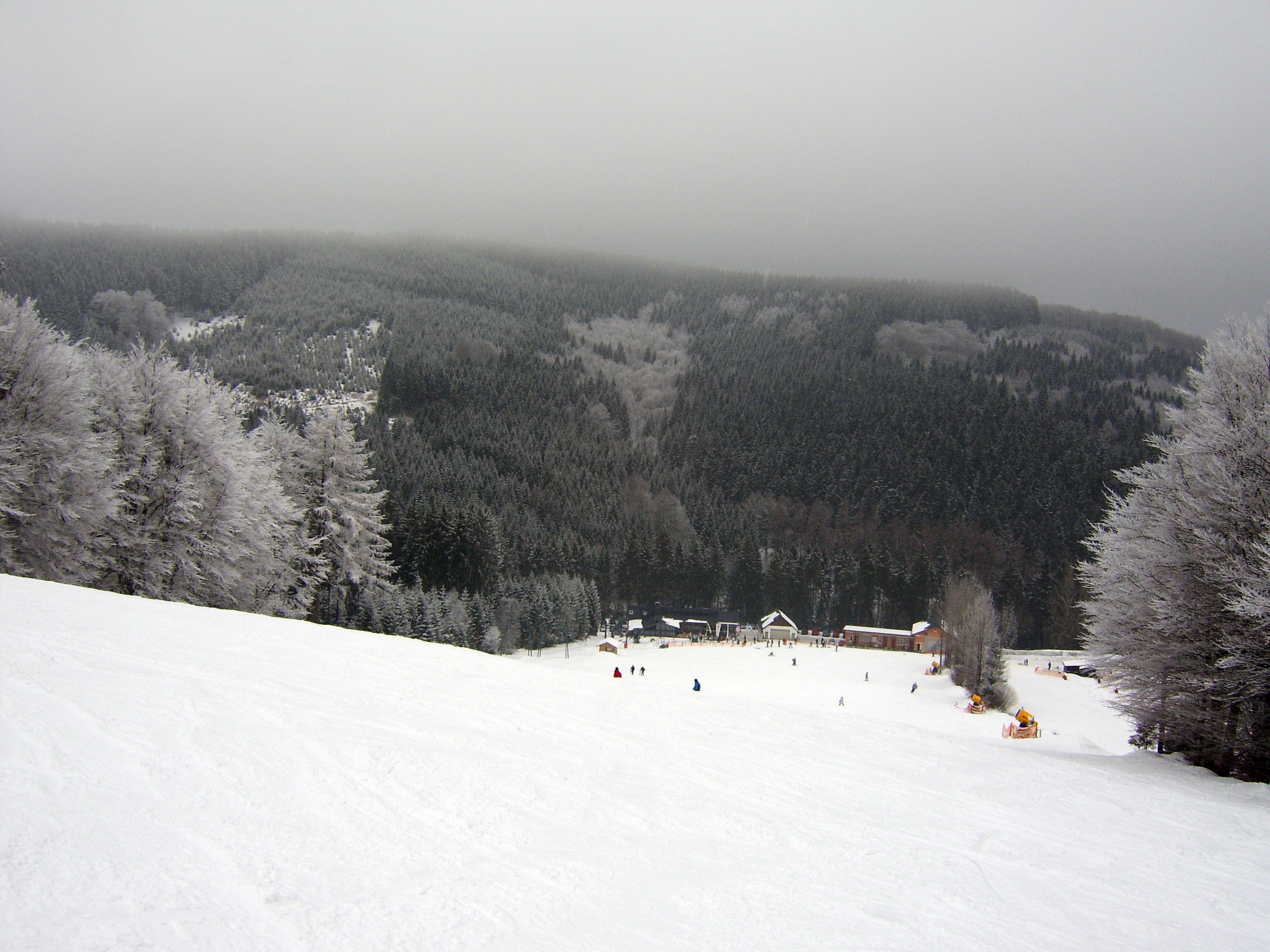
…und im Winter 2006
(jeweils mit Skiliften und -piste)

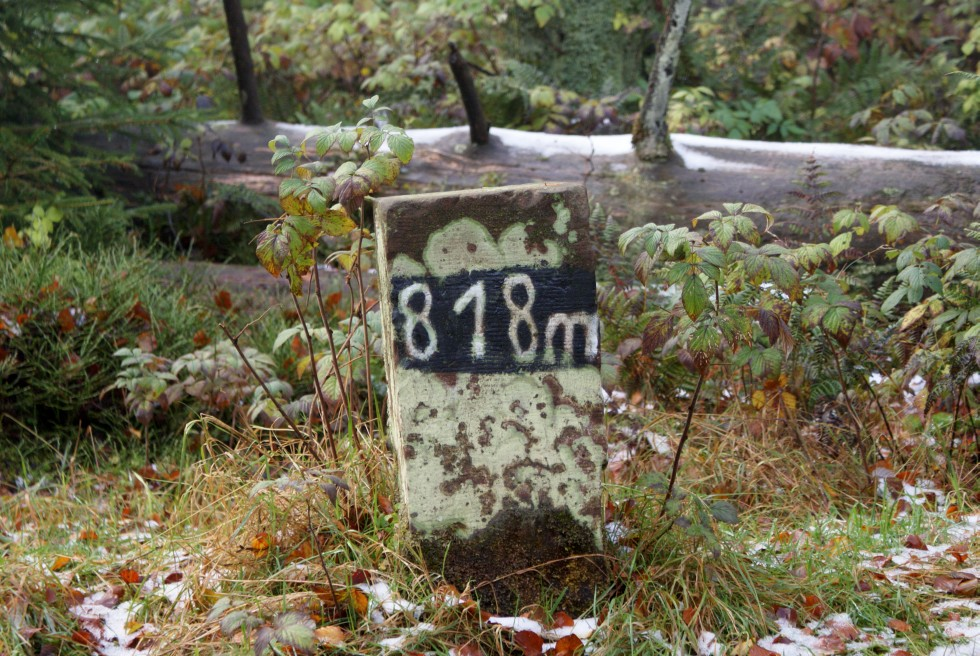
Hunaugipfel (Oktober 2009)

Die Hunau im Hochsauerland ist ein 818,6 m ü. NHN hoher Bergrücken des Rothaargebirges, im Gebiet von Schmallenberg mit Ausläufern in jenem von Winterberg im nordrhein-westfälischen Hochsauerlandkreis. Sie ist Namensgeber und Zentrum des Naturraums Hunau, eines der montansten Teile des Rothaargebirges, der deutlich über den Kamm der Hunau hinausgeht.
Die Hunau ist Ort des Fernmeldeturms Bödefeld und des Skigebiets Bödefeld-Hunau.

## Geographie

### Lage
Die Hunau erhebt sich zwischen Siedlinghausen (zu Winterberg) im Nordosten und Bad Fredeburg (zu Schmallenberg) im Südwesten auf etwa 14 km Länge. Sie liegt größtenteils auf dem Stadtgebiet Schmallenbergs, nur ihre Ostausläufer zählen zur Stadt Winterberg. Mit dem Hauptteil des Rothaargebirges hängt sie über eine abseits von Straßen im Wald auf 679,5 m Höhe befindliche Scharte zusammen, die 2,4 km nordwestlich von Altastenberg nahe dem Großen Bildchen liegt.
Der Hunaugipfel liegt knapp 10 km nordöstlich des Schmallenberger Zentrums, etwa 6 km östlich von Bad Fredeburg, 2 km südöstlich von Osterwald, 4 km südlich von Bödefeld, 2 km nordwestlich von Rehsiepen und 1,3 km (je Luftlinie) nördlich von Obersorpe, die alle zu Schmallenberg gehören; knapp 40 m nordöstlich vom Gipfel befindet sich ein trigonometrischer Punkt (817,6 m).

### Wasserscheide und Fließgewässer
Über die Hunau und die zum Großen Bildchen überleitende Scharte verläuft die Wasserscheide von Ruhr im Norden und deren Zufluss Lenne im Süden. Nördlich des Berges entspringen der Ruhr-Zufluss Valme, deren Zufluss Brabecke sowie die Brabecke-Zuflüsse Palme und Unvalme, im Osten die Neger, im Südosten der Lenne-Zufluss Sorpe, im Süden deren Kleinzuflüsse Hunausiepen und Esenbeck und im Westen der Lenne-Zufluss Gleierbach (Westernahbach) und der Ruhr-Zufluss Henne.

### Naturräumliche Zuordnung
Die Hunau bildet in der naturräumlichen Haupteinheitengruppe Süderbergland (Nr. 33) in der Haupteinheit Rothaargebirge (mit Hochsauerland) (333) und in der Untereinheit Winterberger Hochland (333.5) den Naturraum Hunau (333.55). Die Landschaft geht nach Nordwesten in die Henneborner Täler und Rücken (333.84) über und  fällt nach Norden in den ebenfalls zur Untereinheit Hochsauerländer Schluchtgebirge (333.8) zählenden Naturraum Bödefelder Mulde (333.80) ab, nach Osten leitet sie in den Naturraum Nordheller Höhen (333.57) über, und nach Süden fällt sie in die Untereinheit Lennekessel (333.6) ab. Nach Südwesten fällt sie zur Fredeburger Kammer (335.1, Sauerländer Senken) deutlich ab.

### Berghöhe
Die Höhe der 818,6 m hohen Hunau wird meist mit rund 818 m angegeben. Etwa 35 m nordöstlich des Berggipfels sind auf topographischen Karten direkt nördlich und südlich des dort verlaufenden Kammwegs zwei trigonometrische Punkte auf 817,6 m und 817,5 m Höhe verzeichnet. An einem sanften Knick dieses Waldwegs liegt rund 70 m westlich des Gipfels eine 814,3 m hohe Stelle.

## Schutzgebiete und Hochmoore
An und auf der Hunau liegen zwei große Naturschutzgebiete, Hunau – Langer Rücken – Heidberg (CDDA-Nr. 163822; 1953 ausgewiesen; 6,06 km² groß) und Hömberg / Brusenbecke / Eberg / Kalte Spring (CDDA-Nr. 389784; 2008; 3,79 km²), sowie an und auf westlichen Ausläufern drei kleine Naturschutzgebiete. Auf dem Berg befinden sich auch Teile des Landschaftsschutzgebiets Rothaargebirge (Hochsauerlandkreis-Teilfläche 1) (CDDA-Nr. 323981; 1994; 140,53 km²) und im Osten das LSG Teilgebiet der Stadt Winterberg (CDDA-Nr. 325127; 1994; 75,32 km²). Im Osten liegen zudem Bereiche des das Fauna-Flora-Habitat-Gebiet Hunau, Oberes Negertal, Renautal und Steinberg (FFH-Nr. 4716-301; 14,98 km²).
Auf der Hunau liegen die über 8000 Jahre alten Hochmoore Rauhes Bruch (770 m) und Nasse Wiese (750 m), die unter Naturschutz stehen und Lebensraum seltener Tiere und Pflanzen sind.

## Fernmeldeturm Bödefeld
Etwa 1,3 km westsüdwestlich des Hunaugipfels steht der 1968 eingeweihte und 173 m hohe Fernmeldeturm Bödefeld als weithin sichtbare Landmarke und Erkennungsmerkmal des Bergrückens; die Weggabelung unmittelbar nördlich des Turms liegt auf 793,6 m Höhe.

## Skigebiet Bödefeld-Hunau
Auf dem Nordhang der Hunau liegt das vom EU-Strukturförderprogramm geförderte Skigebiet Bödefeld-Hunau. Die Bergstation des längsten Skilifts befindet sich rund 480 m westlich des Hunaugipfels nahe dem Irreplatz (799,7 m) und die Talstationen der drei Lifte (zwei parallele und ein separater Schlepplift) des Gebiets nahe dem kleinen Palme-Zufluss Rösternaht.

## Großes Bildchen
Das Große Bildchen (laut dortiger Inschrift Am Großen Bildchen genannt) ist ein von Naturstein gefasstes Heiligenbild von Jesus Christus, das nahe dem Übergang der Hunau zum Hauptteil des Rothaargebirges mit dortigem Naturraum Astenberg am Abzweig der K 75 von der L 742 (siehe Abschnitt Verkehr und Wandern) neben einer 699,65 m hohen Stelle steht. Vor dem Heiligenbild befinden sich Hinweissteine von Ortsgruppen des Sauerländischen Gebirgsvereins (SGV) und in der Nähe eine Schutzhütte und der Wandererparkplatz Großes Bildchen. Knapp 300 m nordwestlich des dortigen Straßenabzweigs liegt, abseits von Straßen, im Wald auf 679,5 m Höhe eine in Richtung Nordwesten zur Hunau überleitende Scharte, über welche die Ruhr-Lenne-Wasserscheide verläuft.

## Verkehr und Wandern
Nordwestlich vorbei an der Hunau führt die Landesstraße 776, die von Gellinghausen durch Rimberg nach Bad Fredeburg führt. Von dieser Straße zweigt nahe Rimberg die Kreisstraße 19 ab, die nördlich des Bergs vorbei an Osterwald und an der Talstation des Skigebiets Bödefeld-Hunau in Richtung Nordosten nach Bödefeld verläuft. Südlich und östlich vorbei am Berg führt die L 742, die von Niedersorpe aufwärts entlang der Sorpe durch Mittelsorpe, Obersorpe und Rehsiepen und dann abwärts entlang der Neger nordostwärts nach Siedlinghausen verläuft. Von dieser Straße zweigt auf 700 m Höhe am Großen Bildchen die nach Altastenberg führende und dort endende Kreisstraße 75 ab. Der von Siedlinghausen zu diesem Abzweig verlaufende Abschnitt der L 742, die rund 65 m nordöstlich des Abzweigs maximal 702,2 m Höhe erreicht, und die gesamte K 75 sind Teil der Hochsauerland-Höhenstraße. Entlang dieser Straßen befinden sich Wandererparkplätze mit markierten Rundwanderwegen im Bereich der Hunau. Darüber hinaus verlaufen hier drei Hauptwanderstrecken des Sauerländischen Gebirgsvereins: der Wilhelm-Münker-Weg, der Astenweg sowie der Hunauweg.

## Galerie

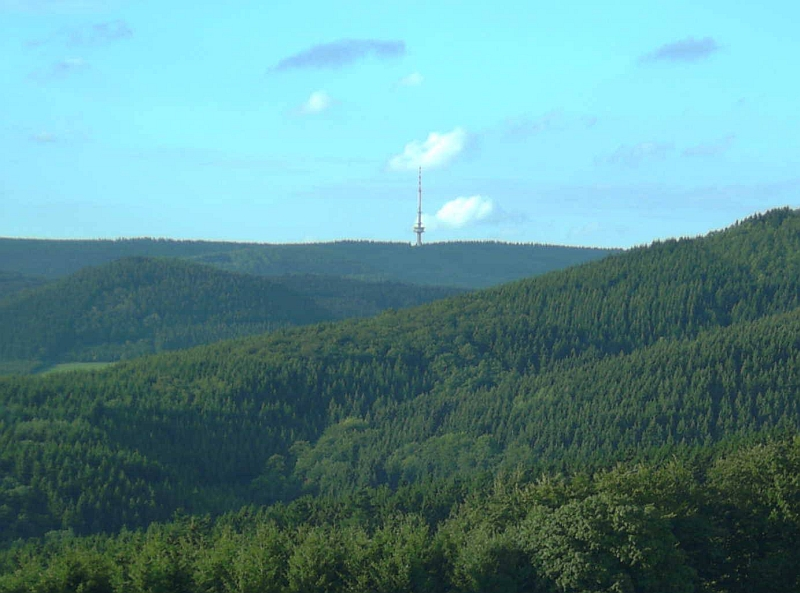
Hunau bei Bad Fredeburg mit Fernmeldeturm Bödefeld
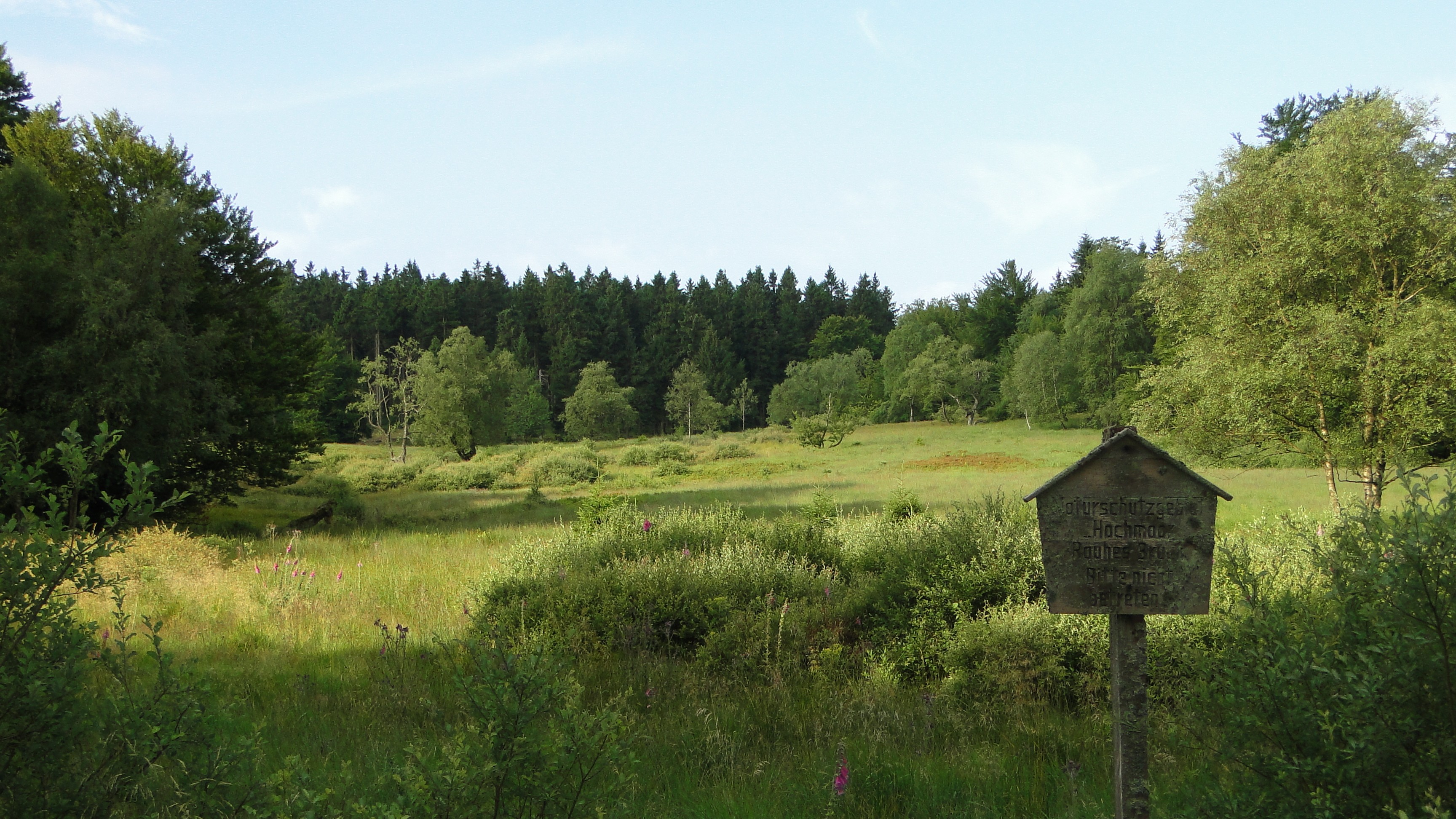
Das Hochmoor Rauhes Bruch …
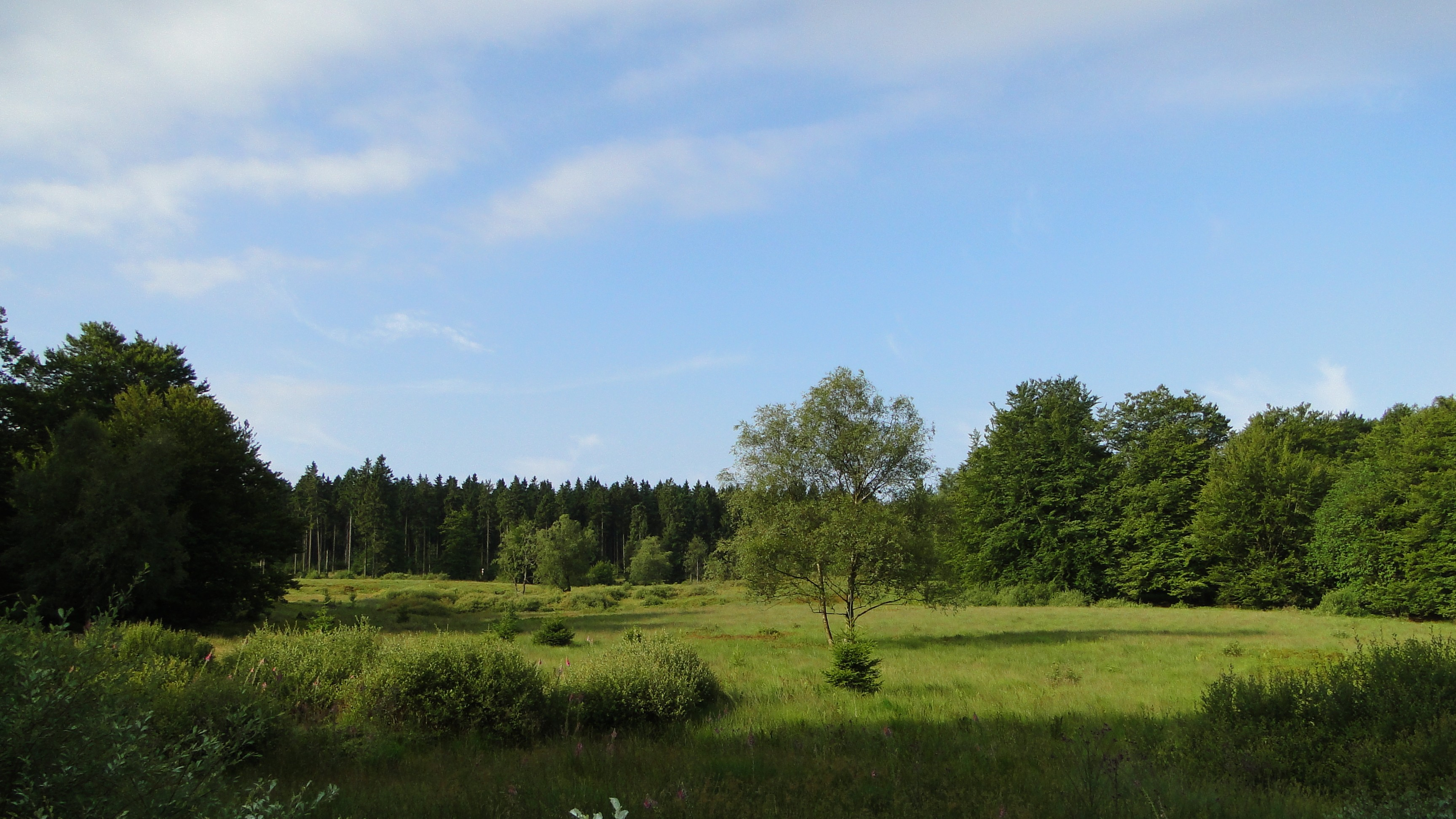
… ist über 8000 Jahre alt und liegt auf 770 m Höhe
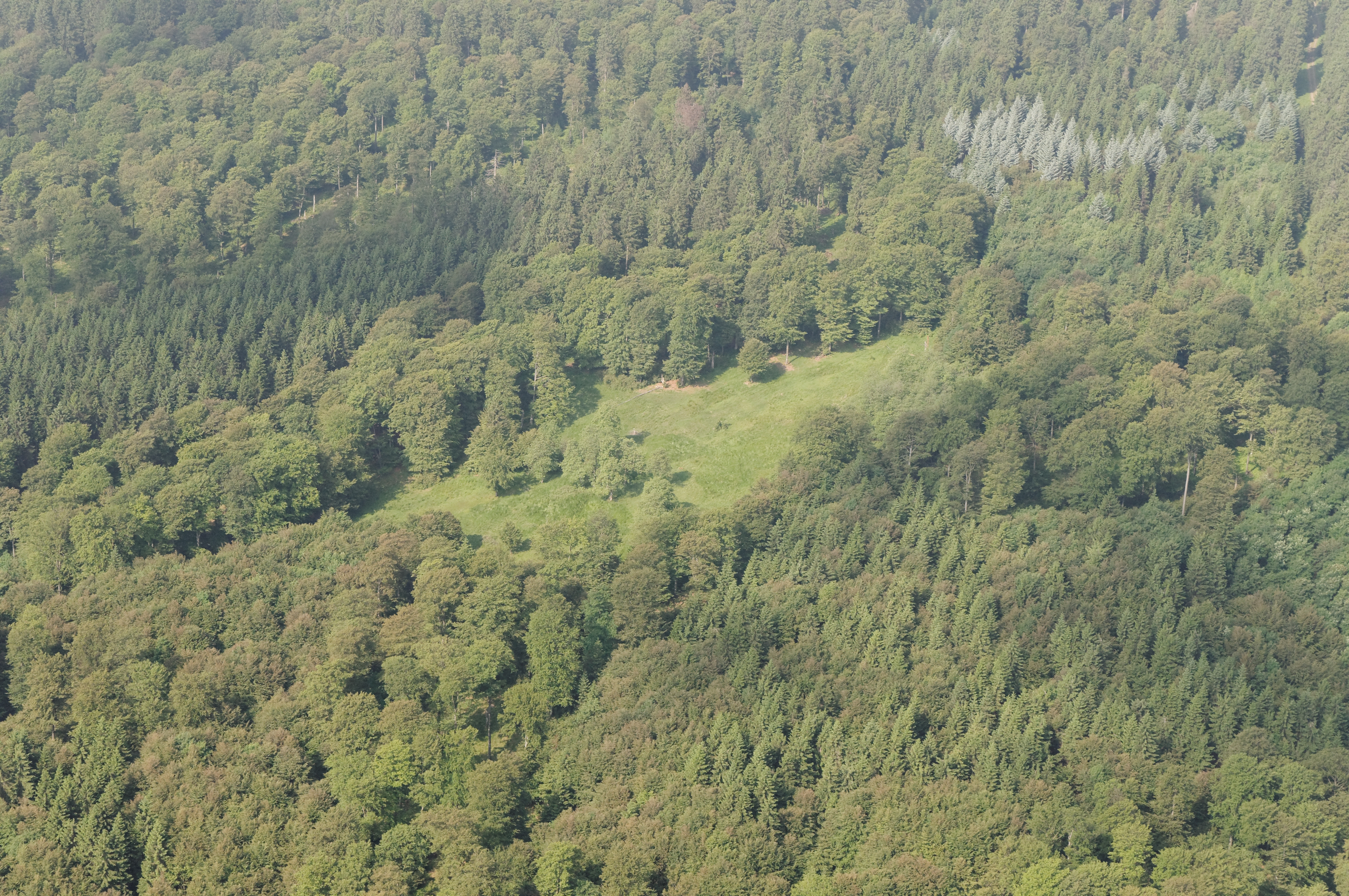
Luftaufnahme: Nasse Wiese
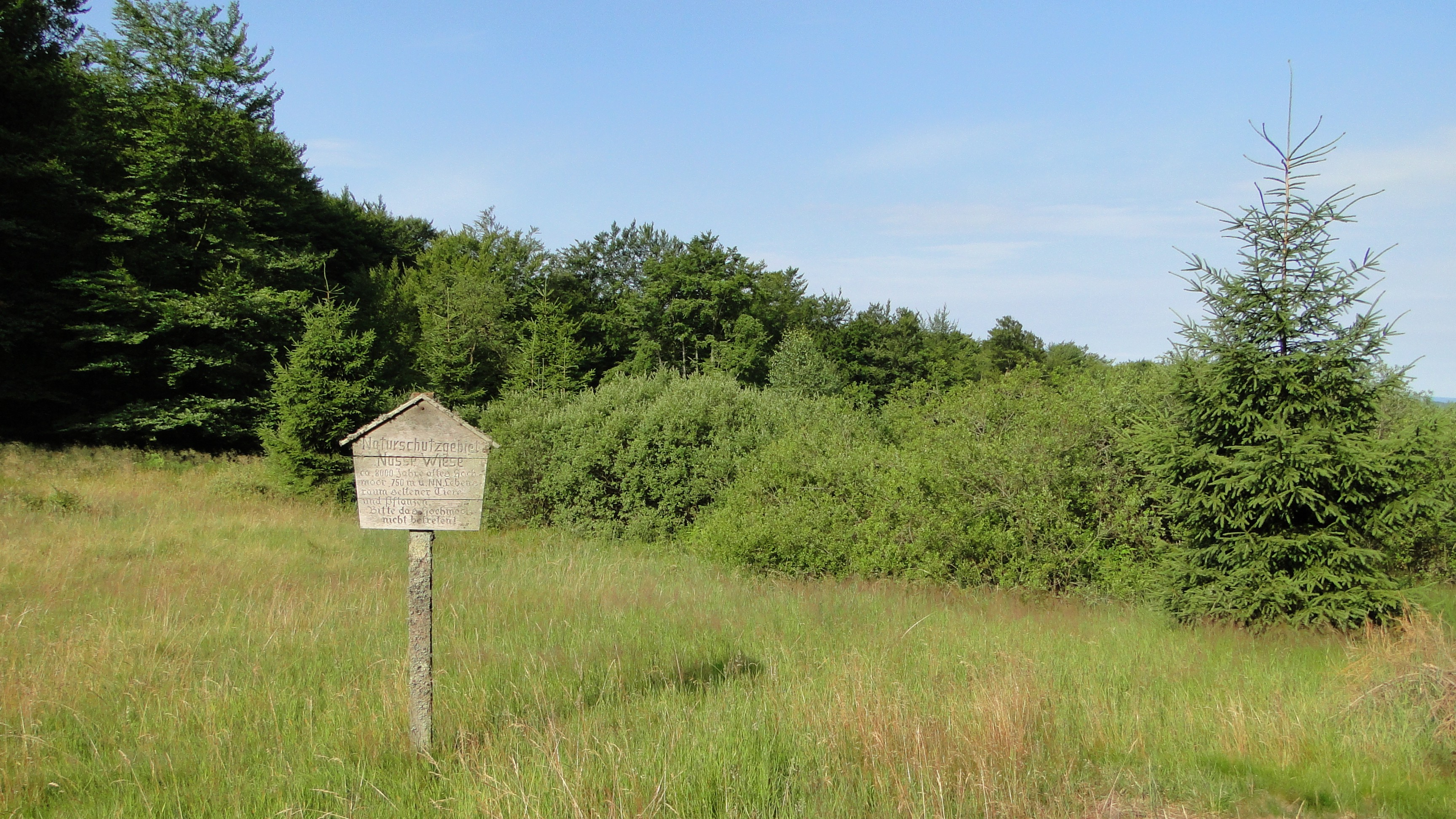
Das Hochmoor Nasse Wiese …
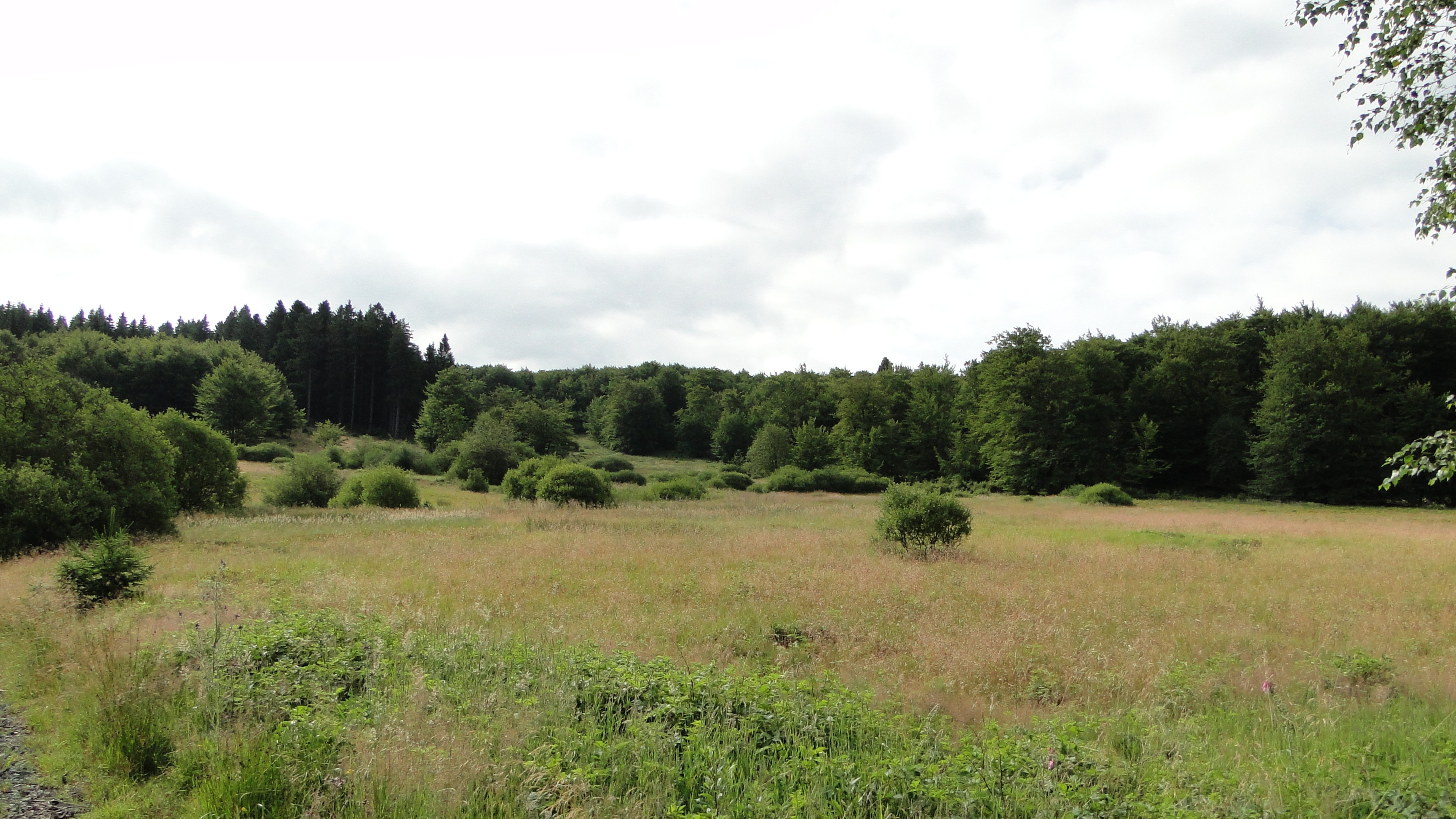
… ist gleich alt und liegt auf 750 m Höhe